# Xylorycta acrochroa
Xylorycta acrochroa är en fjärilsart som beskrevs av Turner 1900. Xylorycta acrochroa ingår i släktet Xylorycta och familjen plattmalar. Inga underarter finns listade i Catalogue of Life.